# Hybe
Hybe é um município da Eslováquia, situado no distrito de Liptovský Mikuláš, na região de Žilina. Tem 52,82 km² de área e sua população em 2018 foi estimada em 1.454 habitantes.

## Demografia
| Ano:        | 1994 | 2004   | 2014   | 2024   |
| ----------- | ---- | ------ | ------ | ------ |
| Broj ljudi: | 1678 | 1602   | 1489   | 1457   |
| Razlika:    |      | -4,52% | -7,05% | -2,14% |

| Ano:               | 2023 | 2024   |
| ------------------ | ---- | ------ |
| Número de pessoas: | 1464 | 1457   |
| Diferença:         |      | -0,47% |